# D. B. Weiss
Daniel Brett Weiss (født 23. april 1971) er en amerikansk tv-producer, forfatter og instruktør. Sammen med sin samarbejdspartner David Benioff er hans bedst kendt som medskaber showrunner på tv-serien Game of Thrones, som er HBO's filmatisering af George R. R. Martins fantasyserie A Song of Ice and Fire.